# 曲沃县
曲沃县位于山西省南部，是临汾市下辖的一个县，人口約22万人，拥有丰富的铁矿资源和大量的地下文物，縣政府駐乐昌镇。政府研議曲沃與侯马市合并，驻地为原曲沃县境内（现仍为互相独立的行政区划）。
曲沃古时为晋国的要地，晋昭侯封公子成师於此，成师的後人武公發動曲沃代翼，成為晉武公。

## 行政区划
曲沃县下辖5个镇、2个乡：
乐昌镇、史村镇、曲村镇、高显镇、里村镇、北董乡和杨谈乡。

## 人口民族
根據第七次人口普查數據，截至2020年11月1日零時，曲沃縣常住人口為216595人。

## 著名人物
- 晋献公
- 晋文公
- 尸佼
- 師曠
- 衛周祚